# Gulpiyuri-part
A Gulpiyuri-part (spanyolul: playa de Gulpiyuri) egy természeti különlegesség az észak-spanyolországi Asztúria autonóm közösségben, amelyet a világ legkisebb tengerpartjának is neveznek (illetve a hozzá tartozó vízfelületet a világ legkisebb tengerének mondják).
A part egy víznyelő jellegű karsztképződményben található, ami a tenger partjától kevesebb mint 100 méter távolságra helyezkedik el, zöldellő rétekkel körbevéve. Egy barlangon keresztül összeköttetésben áll a tengerrel, így a víznyelőben valódi tengervíz található, amelynek szintje az árapálynak megfelelően változik, és amelynek déli szélén valódi homokos tengerpart alakult ki, mindössze néhány tíz méter hosszúságban, míg északi oldalán meredek sziklák zárják le. A víznyelő alakja elliptikus, hosszabb (mintegy 40 méteres) tengelye nyugat–keleti irányban húzódik.
Közigazgatásilag Llanes községhez tartozik, a legközelebbi település a tőle délre található Naves. Innen gépjárművel csak elindulni lehet a part irányába, de az utolsó szakaszt már gyalog kell megtenni. 2001 óta védett terület, de látogatható, és strandolni is szabad.
Környékét időnként mezőgazdasági művelés alá vont rétek, babérosok és matorral tarkítják. A sziklás rész felső részén sótűrő növények telepedtek meg, például pázsitszegfű, tengerikömény, sziki útifű, vadmurok és a Limonium binervosum nevű sóvirág. A környék állatvilágának jellemző fajai a sirályok és a kárókatonák, de megjelenik például a házi rozsdafarkú és a cigánycsuk is.